# Kroatische Volleyballnationalmannschaft der Frauen

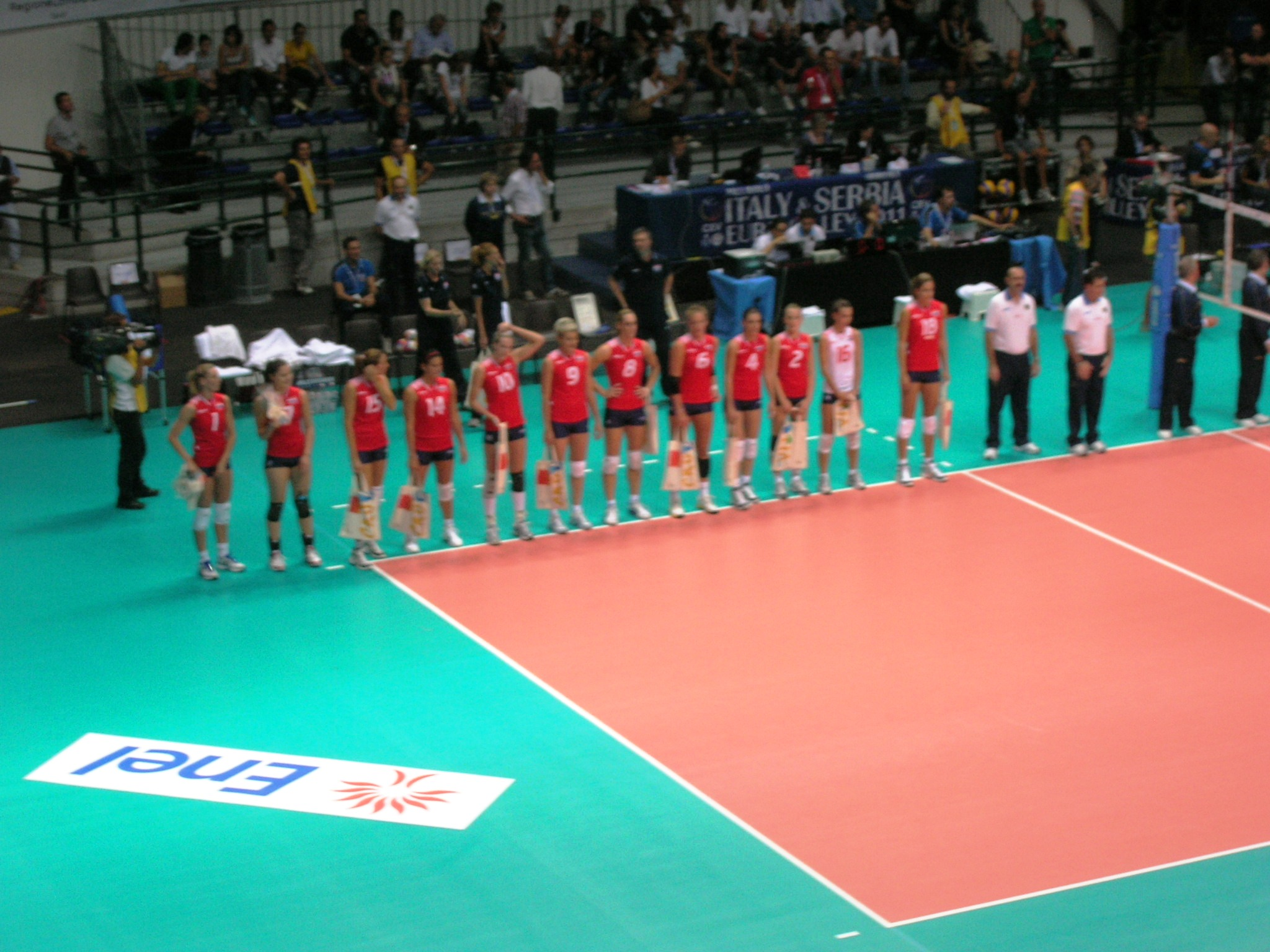
Die kroatischen Volleyballnationalspielerinnen 2011

Die kroatische Volleyballnationalmannschaft der Frauen ist eine Auswahl der besten kroatischen Spielerinnen, die den Verband Hrvatski Odbojkaski Savez bei internationalen Turnieren und Länderspielen repräsentiert. Die Mannschaft entstand 1991 nach dem Zerfall Jugoslawiens.

## Geschichte

### Weltmeisterschaft
Bei der ersten Teilnahme an einer Volleyball-Weltmeisterschaft belegte Kroatien 1998 den sechsten Rang. Es folgten weitere Teilnahmen 2010, 2014 und 2022.

### Olympische Spiele
Die Kroatinnen waren 2000 in Sydney zum bislang einzigen Mal beim olympischen Turnier dabei und wurden Siebte.

### Europameisterschaft
Bei ersten Teilnahme an der Volleyball-Europameisterschaft verloren die kroatischen Frauen das Spiel um den fünften Platz knapp gegen Deutschland. Zwei Jahre später erreichten sie das Finale gegen die Niederlande. Auch 1997 und 1999 unterlagen sie erst in den Endspielen gegen Russland. Nach einem schwächeren Turnier 2001 (Neunter) konnten sie sich 2003 nicht qualifizieren. Bei der EM 2005 im eigenen Land verloren sie das Spiel um den siebten Platz gegen den ehemaligen Bruderstaat Serbien und Montenegro. Beim Turnier 2007 reichte es nur noch zum 14. Platz. 2009 erreichten sie gar Platz 16. 2011 folgte 13. Platz, bevor sie 2013 den Sprung auf Platz fünf schafften. 2015 folgte Platz zehn. 2017 und 2019 wurde Kroatien Elfter. 2021 kam wieder Platz zehn dazu.

### World Cup
1995 verpassten die Kroatinnen als Vierter nur knapp die Medaillenränge beim World Cup. Vier Jahre später wurden sie Achter.

### World Grand Prix
Beim World Grand Prix hat Kroatien von 2014 bis 2017 mitgespielt. Den besten Rang erreichten sie 2015 mit Platz 20.